# Majesteit (lied)
Majesteit is een lied van Guus Meeuwis en Youp van 't Hek. Ze schreven het lied op 5 juli 2010 op de terugweg van een safari in Zuid-Afrika, waar zij waren ter ere van het WK 2010. De inhoud van het lied ontstond uit het republikeinse idee van Van 't Hek "eens tegen de koningin aan [te] schuren" en gaat over de huldiging die na het winnen van het wereldkampioenschap moet plaatsvinden. Het lied werd voor het eerst uitgezonden op tv op de avond van de halve finale Nederland-Uruguay  door het speciale wk-programma NOS Studio Sportzomer in Zuid-Afrika. Vanwege de populariteit van het lied werd besloten om het als download beschikbaar te stellen. De opbrengst van het nummer kwam ten bate van Save the Children.
Het nummer werd in november 2010 op de hak genomen in De TV Kantine. De persiflage (genaamd "Aan de schijt""), waarin Carlo Boszhard te zien is als Meeuwis en Van 't Hek, werd een hit op YouTube.

## Hitnotering

### NederlandseSingle Top 100
| Hitnotering: 10-07-2010 t/m 31-07-2010 | Hitnotering: 10-07-2010 t/m 31-07-2010 | Hitnotering: 10-07-2010 t/m 31-07-2010 | Hitnotering: 10-07-2010 t/m 31-07-2010 | Hitnotering: 10-07-2010 t/m 31-07-2010 | Hitnotering: 10-07-2010 t/m 31-07-2010 |
| Week                                   | 01                                     | 02                                     | 03                                     | 04                                     |                                        |
| -------------------------------------- | -------------------------------------- | -------------------------------------- | -------------------------------------- | -------------------------------------- | -------------------------------------- |
| Nummer                                 | 2                                      | 2                                      | 26                                     | 75                                     | uit                                    |